# Bunodophoron diplotypum
Bunodophoron diplotypum är en lavart som först beskrevs av Vain., och fick sitt nu gällande namn av Wedin. Bunodophoron diplotypum ingår i släktet Bunodophoron och familjen Sphaerophoraceae.   Inga underarter finns listade i Catalogue of Life.